# 1809 في المملكة المتحدة
فيما يلي قوائم الأحداث التي وقعت خلال عام 1809 في المملكة المتحدة.

## سياسة

### تعيين في المنصب
- 4 أكتوبر – سبنسر برسيفال رئيس وزراء المملكة المتحدة، اللورد الأول للخزانة.

### انتهاء فترة المنصب
- 4 أكتوبر – دوق بورتلاند رئيس وزراء المملكة المتحدة.
- 1 نوفمبر – روبرت جنكنسون وزير الدولة للشؤون الداخلية [الإنجليزية]‏.

## مواليد

### فبراير
- 12 فبراير – تشارلز داروين عالم طبيعة انجليزى، مؤلف «أصل الانواع».[1]

### أبريل
- 20 أبريل – جيمس ديفيد فوربس[2]

### مايو
- 31 مايو – إدوارد فتزجيرالد

### يونيو
- 4 يونيو – جون هنري برات رياضياتي بريطاني.[3]

### يوليو
- 31 يوليو – فرنسيس ووكر عالم حشرات بريطاني.[4]

### أغسطس
- 5 أغسطس – الكسندر وليم كنغليك[5]
- 6 أغسطس – ألفريد تنيسون[6]

### أكتوبر
- 31 أكتوبر – ادموند شارب

### نوفمبر
- 3 نوفمبر – جيمس ريتشلردسون مستكشف من المملكة المتحدة.

### ديسمبر
- 29 ديسمبر – وليم غلادستون[7]

## وفيات

### مارس
- 31 مارس – توماس سميث (مواليد 1745)[8]

### يونيو
- 8 يونيو – توماس بين (مواليد 1737) سياسي أمريكي.[9]

### أغسطس
- 17 أغسطس – ماثيو بولتون (مواليد 1728)[10]

### أكتوبر
- 30 أكتوبر – دوق بورتلاند (مواليد 1738) سياسي بريطاني.[11]

### ديسمبر
- 20 ديسمبر – جوزيف جونسون (مواليد 1738) محرر من المملكة المتحدة.[12]